# John C. Martin (Manager)

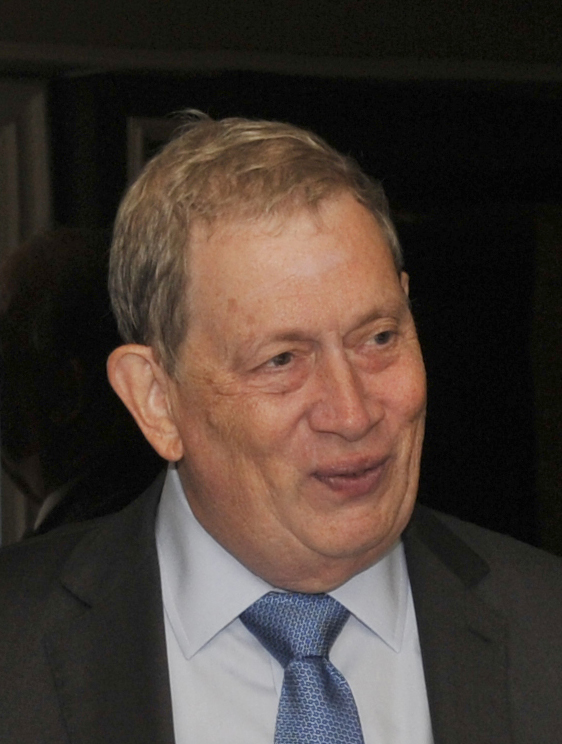
John C. Martin

John C. Martin (* 7. Mai 1951 in Easton, Pennsylvania; † 30. März 2021 in Palo Alto, Kalifornien) war ein US-amerikanischer Manager, Chemieingenieur und Multimillionär. Unter seinem Management und unter seiner Beteiligung kamen einige verbreitete antivirale Medikamente (HIV, Hepatitis) auf den Markt. 1996 bis 2016 war er CEO von Gilead Sciences.
Martin studierte Chemieingenieurwesen an der Purdue University mit dem Bachelor-Abschluss und promovierte in organischer Chemie an der University of Chicago. Er hat außerdem einen Master in Betriebswirtschaft (MBA) von der Golden Gate University. 1978 bis 1984 war er bei der Syntex Corporation und 1984 bis 1990 war er Direktor für antivirale Chemie bei Bristol-Myers Squibb. Ab 1990 war er Vizepräsident für Forschung und Entwicklung bei Gilead Sciences, deren CEO er 1996 wurde. 2008 wurde er Mitglied des Aufsichtsrats (Chairman) und nach seiner Zeit als CEO 2016 Executive Chairman.
Ab 2014 leitete er die Einführung des Medikaments gegen Hepatitis C Sofosbuvir.
Bei Gilead leitete er ab 2004 die Zusammenarbeit mit Bristol-Myers Squibb ein, um das Kombinationspräparat gegen HIV Atripla auf den Markt zu bringen, das Truvada von Gilead mit Sustiva von Bristol-Myers Squibb kombinierte. 2006 wurde es durch die FDA zugelassen.
2019 erhielt er den NAS Award for Chemistry in Service to Societyfür seine wesentlichen Beiträge zur Entwicklung antiviraler Medikamente für die Behandlung von HIV/AIDS, Hepatitis C, Hepatitis B, Cytomegalovirus und Grippe (Laudatio). Weiter wurde in der Laudatio sein unermüdlicher Einsatz gewürdigt, dass die gesamt Menschheit, arm und reich, davon profitieren. Die Hepatitis-C Therapie mit Sofosbuvir von Gilead deutlich billiger für Entwicklungsländer angeboten.
1998 bis 2000 war er Präsident der  International Society for Antiviral Research. 2003 erhielt er deren  Gertrude B. Elion Award. 2008 wurde er Mitglied der National Academy of Engineering für Erfindung, Entwicklung und Kommerzialisierung antiviraler Medikamente, speziell für die Therapie von HIV/Aids (Laudatio).